# Carta imperiale del 1815
La Carta imperiale del 1815, firmata il 22 aprile 1815, era la costituzione francese preparata da Benjamin Constant su richiesta di Napoleone I al suo ritorno dall'esilio sull'isola d'Elba. Più correttamente nota come Atto addizionale alle Costituzioni dell'Impero, il documento emendò ampiamente (in pratica rimpiazzando) le precedenti costituzioni napoleoniche (Costituzione dell'anno VIII, Costituzione dell'anno X e Costituzione dell'anno XII). L'Atto addizionale riformulava la precedente costituzione, rendendola più simile alla Carta del 1814 concessa da Luigi XVIII, nonostante considerasse invalida la Carta borbonica. Era di spirito molto liberale, dando al popolo francese diritti prima sconosciuti, come ad esempio il diritto di eleggere il sindaco nei comuni con popolazione inferiore a 5 000 abitanti. Napoleone la considerò come una mera prosecuzione delle costituzioni precedenti,  e quindi prese la forma di un atto legislativo ordinario "addizionale alle Costituzioni dell'Impero".

## Preparazione
Napoleone, tornato dall'isola d'Elba durante i Cento Giorni, non fu in grado di ristabilire l'Impero come era stato prima della Restaurazione. Chiese al liberale Benjamin Constant di preparare una nuova costituzione. Essa venne adottata con plebiscito il 1 giugno 1815 dalla stragrande maggioranza dei cinque milioni di elettori, anche se un gran numero di aventi diritto al voto si astennero. Venne promulgata in una cerimonia presso il Campo di Marte. La rapida caduta di Napoleone impedì che venisse pienamente applicata.

## Principi
Il potere legislativo era esercitato dall'imperatore insieme al Parlamento, che composto da due camere: la Camera dei pari, composta da membri ereditari nominati dall'Imperatore, e la Camera dei rappresentanti, composta da 629 cittadini eletti per 5 anni da collegi elettorali nei singoli dipartimenti. I ministri erano responsabili nei confronti del Parlamento per le loro azioni. La liberalizzazione comportò sia le garanzie dei diritti che la fine della censura. Alla fine, le due camere tennero sessioni solo per un mese, dal 3 giugno al 7 luglio 1815.